# Росси, Пётр Игнатьевич
Пётр Игнатьевич де Росси (1809—1875/1876) — генерал-лейтенант Корпуса горных инженеров.

## Биография
Родился 16 (28) марта 1809 года в семье генерал-майора Игнатия Петровича де Росси.
В 1826 году был выпущен в гвардию офицером, в 1828—1829 гг. участвовал в русско-турецкой войне; в 1838 году перешёл в Корпус горных инженеров: старший адъютант, затем — начальник 1-го (инспекторского) отделения штаба КГИ, был дежурным штаб-офицером штаба КГИ; 3 апреля 1849 года получил чин полковника.
Был произведён 30 августа 1858 года в генерал-майоры и с этого же дня по день смерти состоял членом Горного совета Министерства государственных имуществ; с 30 августа 1866 года — генерал-лейтенант.
Умер 23 декабря 1875 (4 января 1876) года; погребён на Волковом лютеранском кладбище.

## Награды
- орден Св. Владимира 4-й ст. (06.12.1839)
- орден Св. Станислава 2-й ст. (19.04.1842)
- орден Св. Анны 2-й ст. (01.01.1847)